# Episodi di Kevin Hill
La prima e unica stagione della serie televisiva Kevin Hill è stata trasmessa in prima visione negli Stati Uniti d'America da UPN dal 29 settembre 2004 al 18 maggio 2005.
In Italia è stata trasmessa in prima visione satellitare da Fox Life dal 18 giugno al 3 settembre 2005, e in chiaro da Rai 2 dal 2 al 30 giugno 2008. Nella prima visione italiana il 21º episodio, Sacrificial Lambs, è rimasto inizialmente inedito, per poi essere trasmesso nella seconda visione il 19 giugno 2011.
| nº | Titolo originale             | Titolo italiano             | Prima TV USA      | Prima TV Italia  |
| -- | ---------------------------- | --------------------------- | ----------------- | ---------------- |
| 1  | Pilot                        | Un arrivo inatteso          | 29 settembre 2004 | 18 giugno 2005   |
| 2  | The Good Life                | La bella vita               | 6 ottobre 2004    |                  |
| 3  | Making the Grade             |                             | 20 ottobre 2004   |                  |
| 4  | Homework                     | Compiti a casa              | 27 ottobre 2004   |                  |
| 5  | Gods and Monsters            | Dritti alla meta            | 2 novembre 2004   |                  |
| 6  | Snack Daddy                  | Papà merenda                | 3 novembre 2004   |                  |
| 7  | House Arrest                 | Il lato femminile           | 10 novembre 2004  |                  |
| 8  | Full Metal Jessie            | Full Metal Jessie           | 17 novembre 2004  |                  |
| 9  | Going for the Juggler        | Il prestigiatore            | 24 novembre 2004  |                  |
| 10 | The Unexpected               | L'imprevisto                | 1º dicembre 2004  |                  |
| 11 | Love Don't Live Here Anymore | L'amore non abita più qui   | 15 dicembre 2004  |                  |
| 12 | Homeland Insecurity          | La sicurezza prima di tutto | 5 gennaio 2005    |                  |
| 13 | Man's Best Friend            | Il miglior amico dell'uomo  | 26 gennaio 2005   |                  |
| 14 | A River in Egypt             | Dall'altra parte del fiume  | 9 febbraio 2005   |                  |
| 15 | Occupational Hazard          | L'affare del Millennium     | 16 febbraio 2005  |                  |
| 16 | Cardiac Episode              | L'episodio del cuore        | 23 febbraio 2005  |                  |
| 17 | Only Sixteen                 | All'angolo                  | 23 marzo 2005     |                  |
| 18 | In This Corner               | Sotto pressione             | 13 aprile 2005    |                  |
| 19 | The Monroe Doctrine          | Attraverso lo specchio      | 27 aprile 2005    |                  |
| 20 | Through the Looking Glass    | Il pastore e il suo gregge  | 4 maggio 2005     |                  |
| 21 | Sacrificial Lambs            |                             | 11 maggio 2005    | 19 giugno 2011   |
| 22 | Losing Isn't Everything      | Perdere non è tutto         | 18 maggio 2005    | 3 settembre 2005 |